# Busted (Busted)
Busted è il primo ed eponimo album in studio del gruppo britannico Busted, pubblicato nel settembre 2002.

## Tracce
1. What I Go to School For – 3:30
2. You Said No – 2:47
3. Britney – 3:31
4. Losing You – 3:54
5. Year 3000 – 3:17
6. Psycho Girl – 3:51
7. All the Way – 2:26
8. Sleeping with the Light On – 3:38
9. Dawson's Geek – 2:27
10. Without You – 4:09
11. Loser Kid – 3:48